# Tratado de Llivia
El Tratado de Llivia fue un tratado internacional, firmado el 12 de noviembre de 1660 por España y por Francia, representados respectivamente por Miguel de Salvá y de Vallgornera (marqués de Vilanant), representante del Gobierno de Felipe IV de España, y el obispo de Orange, representante del Gobierno de Luis XIV de Francia. En este tratado se detallan los 33 pueblos (los del valle del río Querol y los limítrofes con el Capcir y el Conflent) que pasaban a formar parte de pleno derecho de Francia. Todos ellos pertenecían a la cara norte de los Pirineos y venían siendo administrados desde la península Ibérica desde la época romana. A última hora, los representantes de ambos Gobiernos, al ir a firmar el tratado, se dieron cuenta de que, debido a un error técnico, Llivia quedaba como un enclave español dentro del nuevo territorio francés por tener el título de villa y no de pueblo. Dado que los representantes de ambos Gobiernos querían firmar la paz cuanto antes, como solución de urgencia, Francia aceptó que Llivia permaneciese bajo soberanía española a condición de que nunca fuese fortificada. Dicha solución de urgencia, adoptada en aquel momento de forma provisional, es la que sigue vigente en la actualidad.
Así se consolidaba la cesión de la mitad de la zona de la Cerdaña, que, a causa de la resistencia de sus habitantes, no se pudo hacer totalmente efectiva hasta 1720.
Anteriormente se había celebrado en Ceret una conferencia de tipo técnico para fijar los criterios del tratado.